# Ricardo Combellas
Ricardo José Combellas Lares (El Callao, Estado Bolívar, Venezuela, 1 de noviembre de 1946) es un abogado, político, politólogo y escritor venezolano, quien fue miembro de la Asamblea Nacional Constituyente de Venezuela de 1999 y presidente de la Comisión Presidencial para la Reforma del Estado (COPRE) desde 1994 hasta 1999.

## Educación
Combellas nació en el Callao Estado Bolívar. Egresó como abogado de la Universidad Central de Venezuela en 1969 y posteriormente como Doctor en Ciencias Políticas en la misma casa de estudios. Realizó estudios de Postgrado en Ciencias Políticas en la Universidad de Münich, Alemania, después se convirtió en catedrático de la Universidad Central de Venezuela y director de la Casa e Instituto de Estudios Políticos del recinto. En el año 2000 es proclamado como Director del Doctorado en Ciencias Políticas de la UCV, cargo que ocupó hasta 2003, asimismo es Presidente Honorario de la Asociación Venezolana de Derecho Constitucional.

## Carrera política
Fue miembro de las juventudes demócratas cristianas, y militó en Copei siendo asesor político y jurídico del partido y de sus más destacados dirigentes, además fue alumno de Rafael Caldera y cercano a él. Fue asesor político de la Organización Democráta Cristiana de América (ODCA) desde 1984 hasta 1993, cargo del que tuvo que separarse por abandonar Copei para unirse a la campaña de Rafael Caldera en las elecciones generales de 1993, por el partido Convergencia. Caldera le ofreció la candidatura de Convergencia a diputado por el Estado Miranda, esto para ser el asesor de la futura bancada del «chiripero», coalición que llevó a la presidencia de Venezuela a Caldera con poco más del 30% de los votos, dicha propuesta la rechazó, sin embargo fue nominado como presidente de la Comisión Presidencial para la Reforma del Estado (COPRE), que aceptó.
En 1998 conoce a Hugo Chávez con quien mantuvo una buena relación, y al llegar a la presidencia, este daría su apoyo a Combellas para que se postulase como miembro de la nueva Asamblea Nacional Constituyente, que impulsó el día de su juramentación, el 2 de febrero de 1999. Ese año pasa a formar parte del Movimiento Quinta República (MVR), el nuevo partido de gobierno que lo postuló por lista nacional, o «llave 1 del "kino"», en las elecciones del 25 de julio de 1999, tomando posesión el 3 de agosto de ese año como miembro de la Asamblea Nacional Constituyente, sin embargo, se fue distanciando del oficialismo, y estuvo en contra del mandato presidencial de 6 años.

## Publicaciones
Es el autor de más de cien publicaciones, entre las que destacan las siguientes:
- Una Constitución para el Futuro.
- Copei. Ideología y Liderazgo.
- Poder Constituyente.
- Venezuela en la Encrucijada
- Estado de Derecho. Crisis y Renovación.
- Derecho Constitucional.
- El Poder Constituyente, Una historia personal